# Tell Me (Nick Kamen)
Tell Me è un singolo estratto dall'album Us del cantautore e musicista britannico Nick Kamen, pubblicato nel 1988.

## Descrizione
La cantante Madonna partecipa come seconda voce e nella Extended Version pubblicata sul singolo maxi e nell'album Loving You canta il ritornello da solista verso la fine. In alcuni brevi passaggi sono presenti anche cori del cantante David Williams, che è tra i produttori ed autori del brano.
Nel Regno Unito fu pubblicato un 12" Mix comprendente la versione Dub Mix, dove vengono principalmente usati i versi cantati da Madonna.
In Italia, nazione in cui il cantante britannico stava conoscendo il punto più alto della propria popolarità, il brano fu il tormentone estivo del 1988: in cima alla classifica settimanale da giugno ad agosto, fu il secondo singolo più venduto dell’anno, alle spalle di I Don’t Want Your Love dei Duran Duran, brano entrato in classifica nell’autunno seguente ma dai volumi di vendita superiori all’ultimo grande successo di Kamen (limitatamente all’Italia).

## Tracce
Singolo 7"
1. Tell Me – 4:20 (testo: Nick Kamen – musica: David Williams, Patrick Leonard)
2. Better Be Good Tonite – 3:30 (testo: Nick Kamen – musica: Geoff Gurd, Martin Lascelles)

Singolo 12"
1. Tell Me (Extended Version) – 6:00 (testo: Nick Kamen – musica: David Williams, Patrick Leonard)
2. Tell Me – 4:20 (testo: Nick Kamen – musica: David Williams, Patrick Leonard)
3. Better Be Good Tonite – 3:30 (testo: Nick Kamen – musica: Geoff Gurd, Martin Lascelles)

Singolo 12" (Regno Unito)
1. Tell Me (Dub Mix) (testo: Nick Kamen – musica: David Williams, Patrick Leonard)
2. Tell Me (Extended Version) – 6:00 (testo: Nick Kamen – musica: David Williams, Patrick Leonard)
3. Tell Me – 4:20 (testo: Nick Kamen – musica: David Williams, Patrick Leonard)